# Hernandia bivalvis
Hernandia bivalvis är en tvåhjärtbladig växtart som beskrevs av George Bentham. Hernandia bivalvis ingår i släktet Hernandia och familjen Hernandiaceae. Inga underarter finns listade i Catalogue of Life.